# 読誦
読誦（どくじゅ）とは、お経（経典）・偈文などを称える事。宗旨･宗派により、目で読みながら読誦する場合と、暗誦しても良い場合がある。ヨガ哲学で、スヴァディアーヤ(en:Svadhyaya、デーヴァナーガリー:स्वाध्याय)。

## 仏教における様式の例
- 経本・勤行集（勤行本）は大切に扱い、畳の上など人の歩く場所には直に置かない。
- 読誦する際は、両手で持つ様にして、片手で持つ事はなるべく避ける。また経卓がある場合は、その上に置くようにする。